# Georg Maria Eckert
Pour les articles homonymes, voir Eckert.
Georg Maria Eckert, né à Heidelberg en 1828 et mort à Karlsruhe en 1901, est un photographe allemand, auteur notamment d'une série de clichés sur Strasbourg réalisée après la capitulation de la ville en septembre 1870, ainsi que d'un important recueil de 52 planches consacré aux sites et aux paysages alsaciens, publié en 1874 sous le titre Bilder aus dem Elsass.

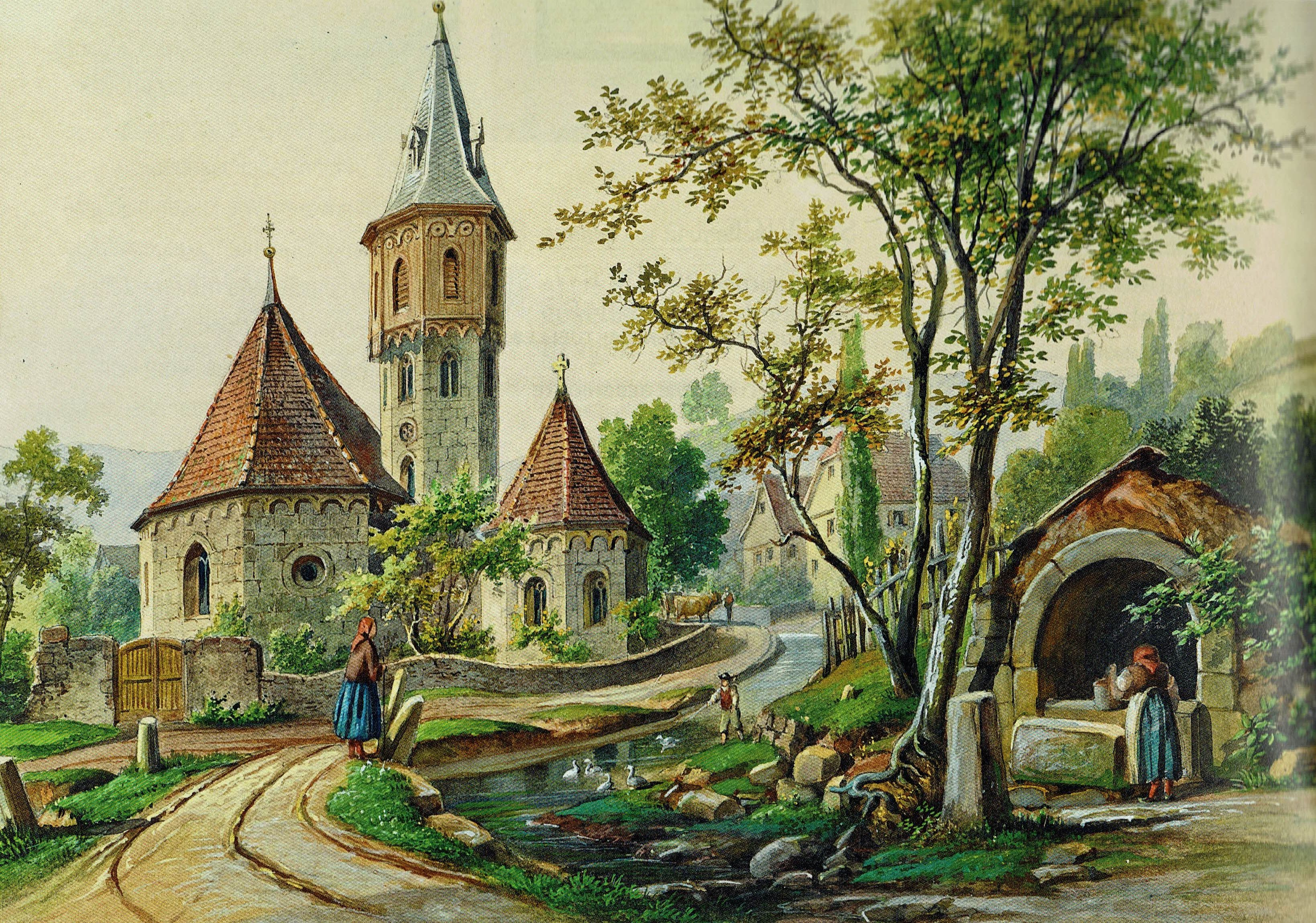
Chapelle Saint-Acace de Grünsfeldhausen dans les années 1850.
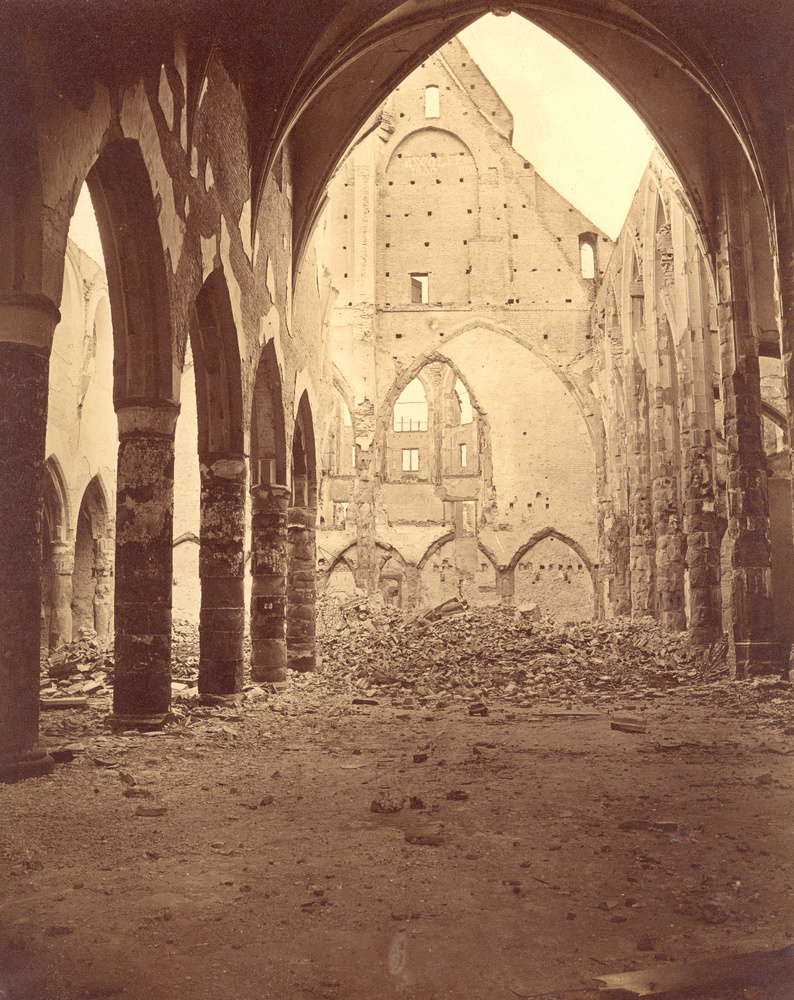
L'intérieur du Temple Neuf en 1870.
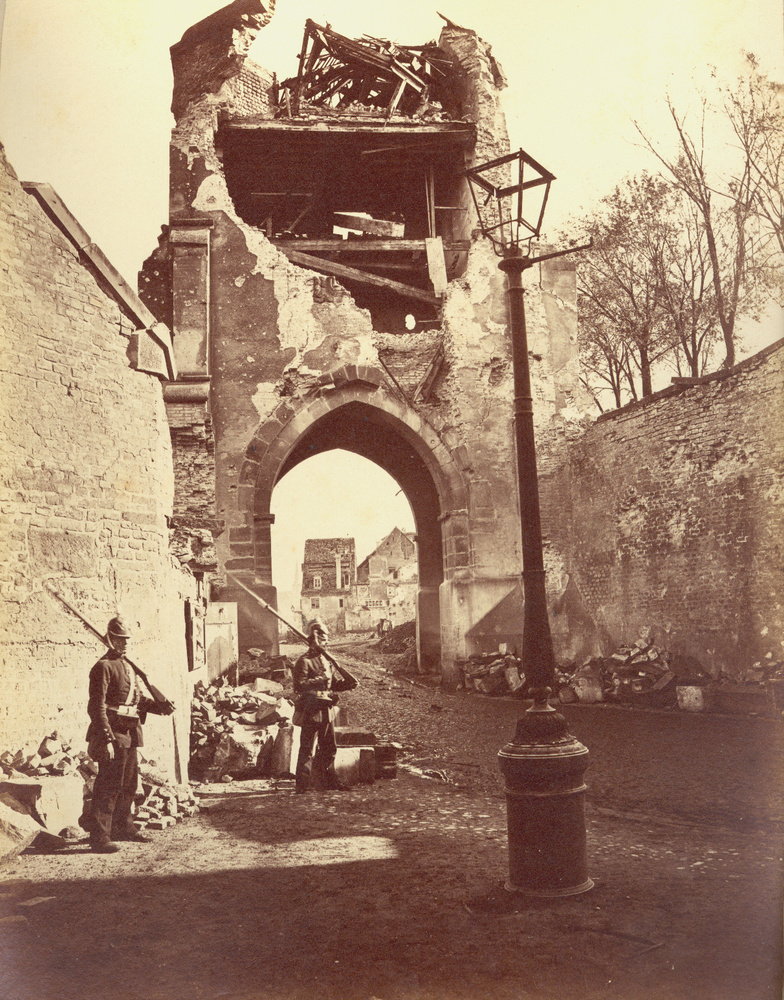
Strasbourg, Porte Nationale après le bombardement de 1870.